# Estrilda astrild

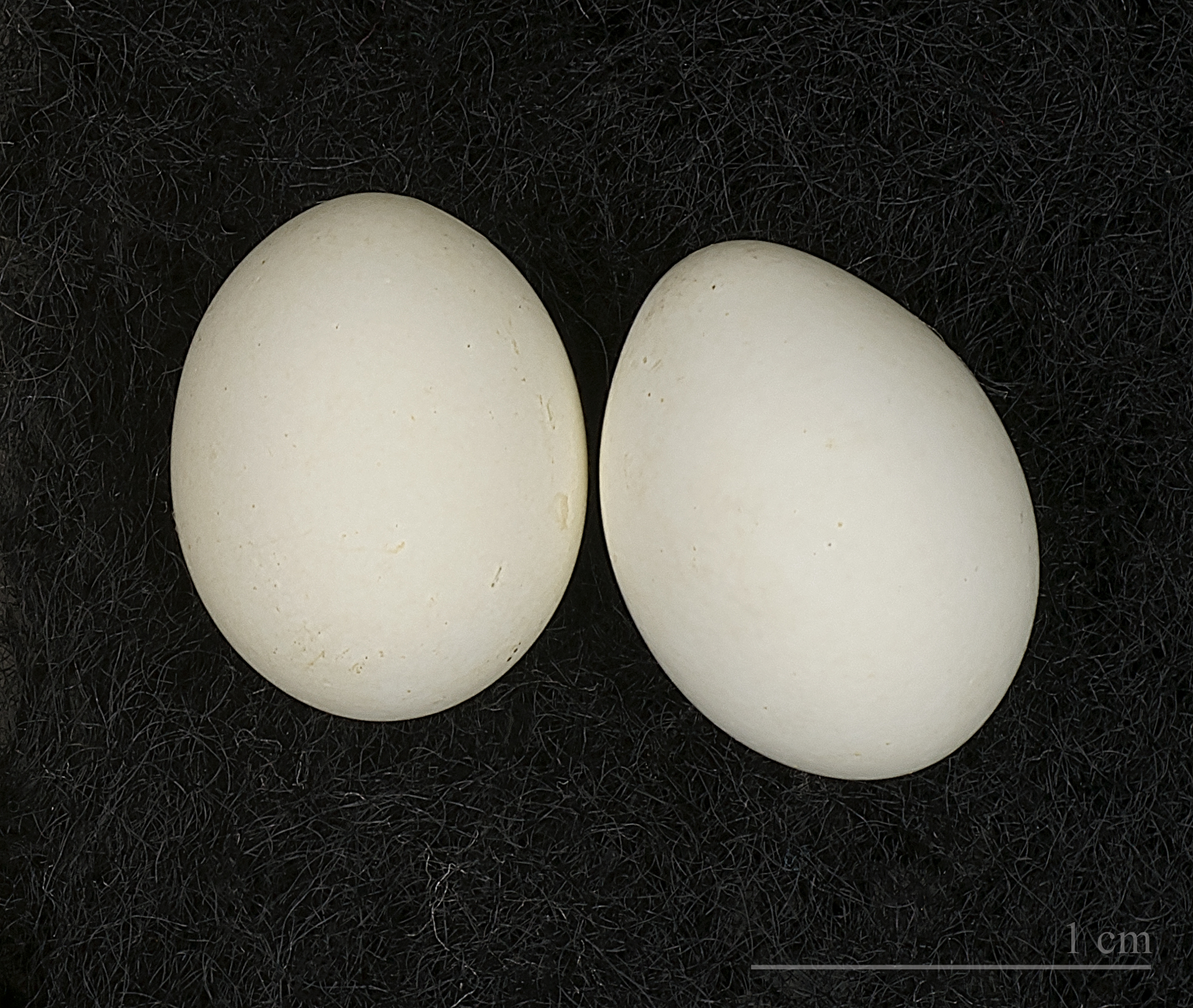
Estrilda astrild

Estrilda astrild là một loài chim trong họ Estrildidae.

## Hình ảnh

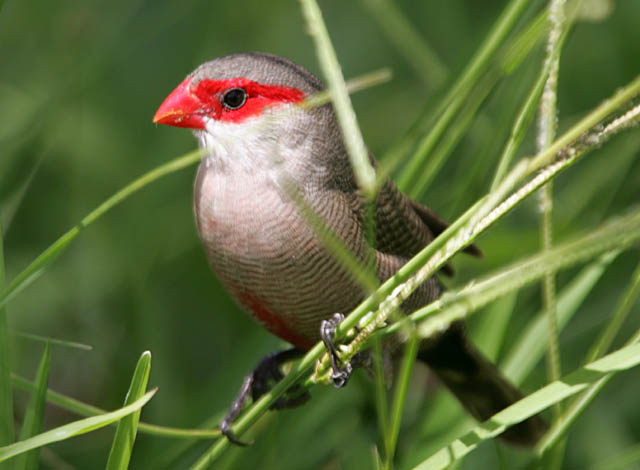
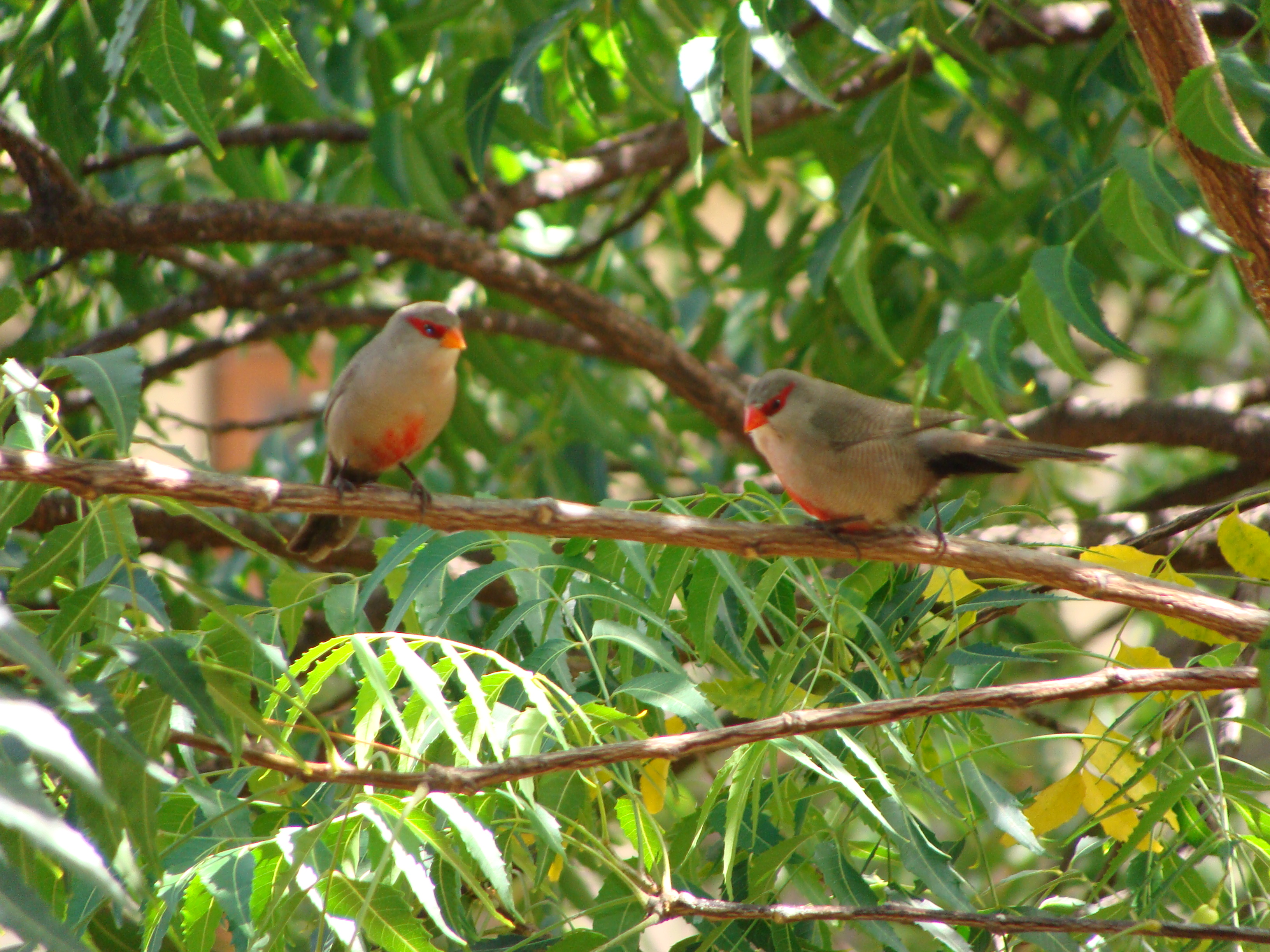
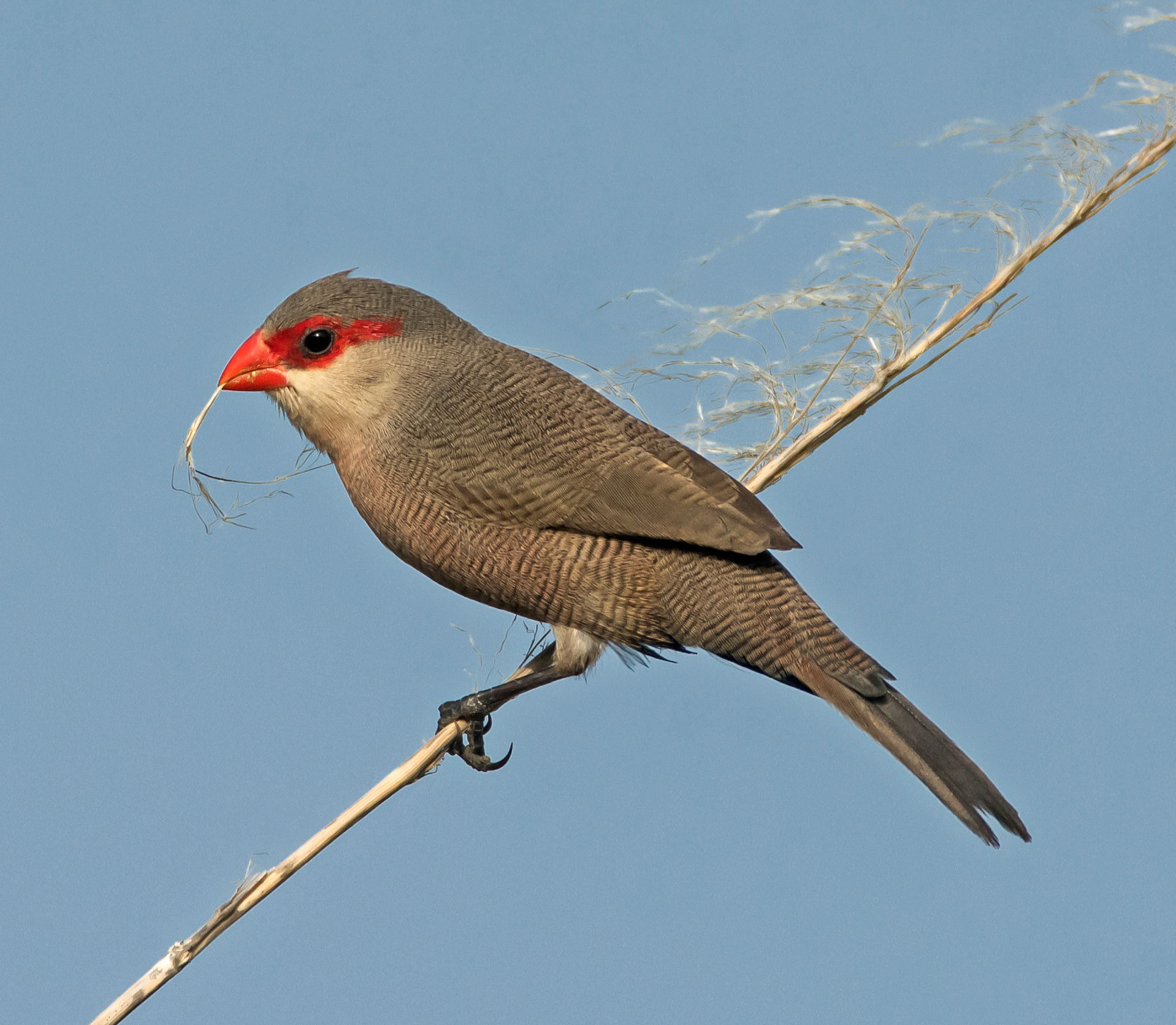
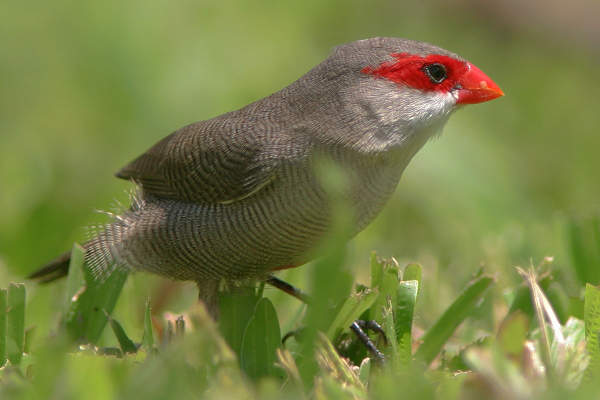
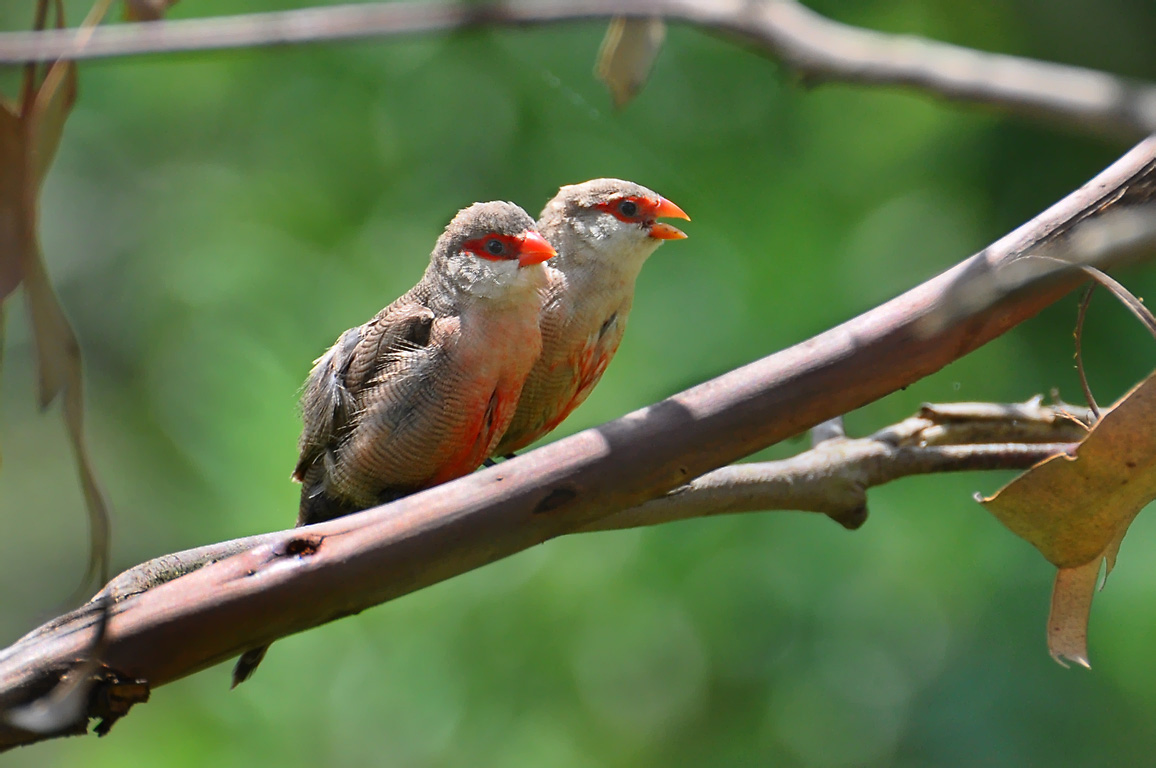